# Bolzano (1932)

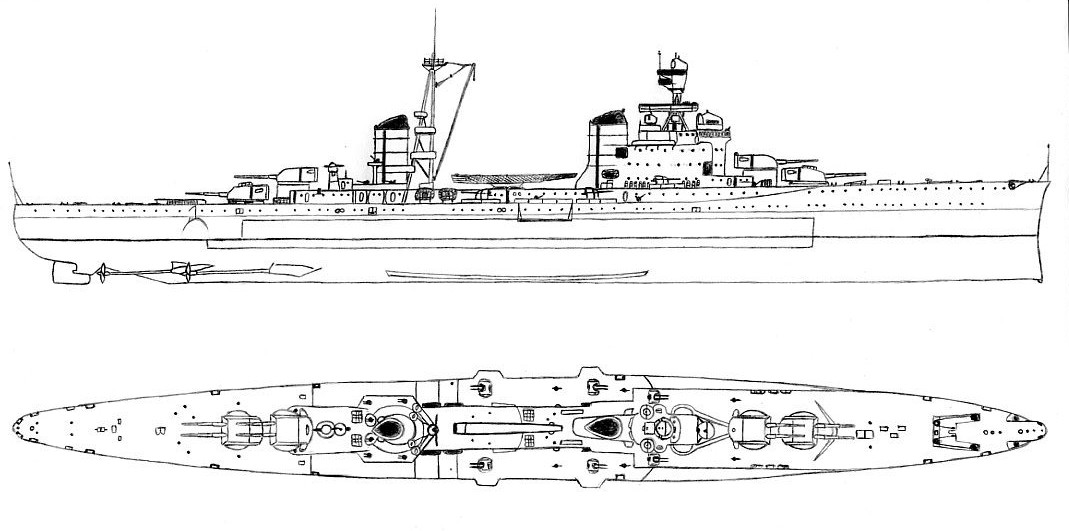
Схематичне зображення італійського важкого крейсера «Больцано»

«Больцано» (італ. Bolzano) — військовий корабель, важкий крейсер Королівських ВМС Італії за часів Другої світової війни.

## Історія створення
Крейсер «Больцано» був закладений 11 червня 1930 року на верфі компанії Ansaldo в Генуї. Хоча він і був закладений пізніше крейсерів типу «Зара», але був розвитком попереднього типу крейсерів — «Тренто». Це пояснювалось бажанням командування флоту мати 2 рівноцінні дивізії важких крейсерів.
19 серпня 1933 року увійшов до складу Королівських ВМС Італії.

## Конструкція

### Бронювання
Бронювання крейсера загалом залишилось таке, як на крейсерах типу «Тренто», за одним винятком: броньований пояс заходив у ніс за барбети першої башти. Він мав товщину 70 мм, траверзні перебірки — 50 мм, палуба — 50 мм, барбети башт головного калібру — 60 мм, бойова рубка — 100 мм, командно-далекомірний пост — 70 мм, башти головного калібру — 100 мм

### Силова установка
Силова установка корабля складалась з 10 котлів типу «Ярроу» та 4 турбін Парсонса. На випробуваннях 1932 року була досягнута потужність 173 722 к.с. і швидкість 36,81 вузлів. Під час служби середня потужність становила 150 000 к.с., а швидкість — 36,8 вузлів.
Дальність плавання становила 4 432 милі на 16 вузлах, 2 835 миль на 25 вузлах і 910 миль на 35 вузлах.
Запас нафти становив 1 800 т (нормальний) і 2 260 т (повний).

### Озброєння
Артилерія головного калібру крейсера складалась з восьми 203-мм гармат «203/50 Mod. 1927/1929», розміщених попарно у 4 баштах.
Універсальна артилерія складалась з шістнадцяти 100-мм гармат, розміщених попарно.
Артилерія малого калібру складалась з чотирьох 40-мм зенітних автоматів та восьми 13,2-мм кулеметів, розміщених попарно.
Щоб не вийти за межі обмежень Вашингтонської морської конференції, довелось зменшити боєзапас головного та універсального калібрів.
На крейсері були встановлені 4 двотрубні установки 533-мм торпедних апаратів.
Авіагрупа крейсера складалась з 3 літаків, катапульта для їх запуску, на відміну від інших італійських крейсерів, розміщувалась між димовими трубами.
У 1937 році з крейсера зняли 2 кормові 100-мм артилерійські установки, і на їх місці встановили чотири 37-мм зенітні автомати. У 1941 році їх кількість довели до восьми. У 1942 році були демонтовані кулемети, на їх місце встановили чотири 20-мм зенітні одноствольні автомати.

## Історія служби

### Довоєнна служба
Після вступу у стрій крейсер «Больцано» був зарахований до складу 2-ї дивізії крейсерів Першої ескадри, разом із крейсерами «Тренто» і «Трієсте».
Під час громадянської війни в Іспанії брав участь у підтримці франкістів, супроводжуючи транспорти зі зброєю та проводячи розвідку.

### Друга світова війна
Із вступом Італії у Другу світову війну у червні 1940 року першою операцією крейсера (який перебував у складі 3-ї дивізії крейсерів) було прикриття мінно-загороджувальної операції.
Під час бою біля Пунта Стіло 9 липня 1940 року в «Больцано» влучили 3 снаряди середнього калібру, одним з яких було виведене з ладу кермове управління. Корабель був відправлений у Ла-Спецію для ремонту.
У серпні-листопаді 1940 року «Больцано» брав участь у супроводі конвоїв у Північну Африку та безрезультатних виходах в море на перехоплення ворожих з'єднань.
Під час нападу на Таранто 11-12 листопада 1940 року брав участь у відбитті атаки британських літаків. Пісня нападу 3-тя дивізія була перебазована у Мессіну.
27 листопада, під час бою біля мису Спартівенто «Больцано» потрапив під вогонь 381-мм гармат британського лінійного крейсера «Рінаун», але влучань і пошкоджень на зазнав.
28 березня 1941 року «Больцано» брав участь в бою біля мису Матапан, який завершився розгромом італійського флоту.
Протягом весни та літа 1941 року «Больцано» брав участь у супроводі конвоїв. 25 серпня він був торпедований британським підводним човном «Траємф». Пошкодження виявились серйозними — торпеда влучила у кормову частину, і корабель повністю втратив хід. З великими труднощами він був відбуксирований у Мессіну для ремонту. У вересні 1941 року під час нальоту ворожої авіації у крейсер влучила авіабомба, яка спричинила нові пошкодження. Крейсер був відбуксирований у Геную для ремонту. Ремонт йшов повільно, і крейсер повернувся до складу флоту лише влітку 1942 року.
У цей час діяльність італійського флоту була паралізована паливною кризою, палива заледве вистачало для забезпечення поточної бойової діяльності.
У серпні 1942 рок становище Мальти було критичним. Рутинна доставка вантажів стала серйозною бойовою операцією. У серпні британське командування запланувало проводку конвою. Італійці запланували операцію у відповідь. Основну роль у ній мали відіграти італійська та німецька авіація та підводні човни. Ескадра крейсерів («Больцано», «Горіція», «Трієсте», «Еудженіо ді Савойя», «Раймондо Монтекукколі», «Муціо Аттендоло» та 11 есмінців) мала завершити розгром.
Але у вирішальний момент, 12 серпня, італійський флот повернув назад. Увечері того ж дня британські човни отримали інформацію про курс та швидкість руху італійських кораблів.
Одним з підводних човнів, що отримав інформацію, був «Анброукен». Вранці 13 серпня він помітив 4 крейсери та 8 есмінців. Командир човна лейтенант Марс пропустив есмінці та здійснив чотириторпедний залп по важких крейсерах. Одна торпеда влучила в «Муціо Аттендоло», відірвавши йому ніс. Друга торпеда влучила в «Больцано» в районі паливних цистерн, викликавши сильну пожежу. Щоб уникнути детонації погребів боєзапасу, командир корабля віддав наказ затопити відсіки. Корабель був посаджений на мілину біля острова Панарея. За два дні корабель відбуксирували в Неаполь, а після невеликого ремонту перевели у Ла-Спецію.
Під час ремонту був розроблений проект перебудови корабля у швидкісний авіатранспорт, але ці роботи так і не розпочали. Після того, як 8 вересня 1943 року Італія капітулювала, 9 вересня німці захопили Ла-Спецію. Проте вони не включили «Больцано» до складу німецького флоту навіть номінально.
У ніч з 21 на 22 червня 1944 року британські та італійські бойові плавці проникли у гавань Ла-Спеції та заклали вибухівку під «Больцано». Після вибуху крейсер затонув на мілководді.
Після війни корпус корабля був піднятий та розібраний на метал. Крейсер офіційно був виключений зі складу флоту 27 лютого 1947 року.